# NGC 10
NGC 10 là một thiên hà xoắn ốc nằm trong chòm sao Ngọc Phu. Nó được phát hiện bởi John Herschel vào ngày 25 tháng 9 năm 1834. Thiên hà này cách Mặt Trời 346 triệu năm ánh sáng. Phân loại hình thái của nó trong hệ thống Gérard de Vaucouleurs là SAB(rs)bc, trong đó 'SAB' biểu thị một đường xoắn ốc có thanh yếu, '(rs)' biểu thị một cấu trúc giống như một vòng nhỏ và 'bc' có nghĩa là các nhánh xoắn ốc vừa phải để quấn lỏng lẻo. Paturel và cộng sự gán cho thiên hà này một phân loại SBbc vào năm 2003, chỉ ra một thiên hà xoắn ốc có thanh.
Vào ngày 22 tháng 12 năm 2011, một siêu tân tinh loại II được ký hiệu SN 2011jo đã được phát hiện trong NGC 10 bởi Stuart Parker của New Zealand. Nó nằm cách hạt nhân thiên hà 2″ về phía đông và 16″ về phía bắc của nhân thiên hà.

## Hình ảnh

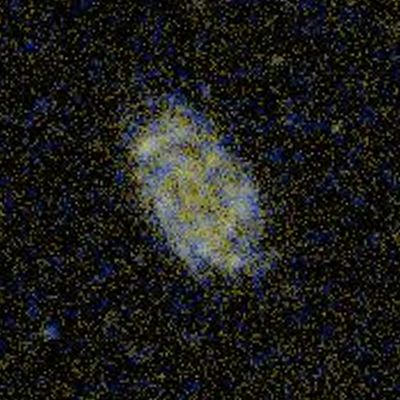
NGC 10 theo hình ảnh tia cực tím, chụp bởi GALEX
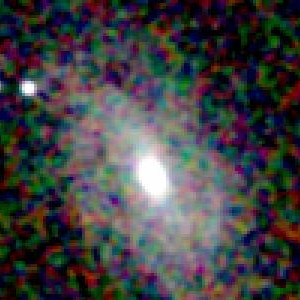
NGC 10 theo hình ảnh hồng ngoại, chụp bởi 2MASS